# Дареев, Андрей Александрович
Андрей Александрович Дареев (род. 21 июня 1978 года, Семипалатинск, КазССР, СССР) — российский художник, член-корреспондент РАХ (2021).

## Биография
Родился 21 июня 1978 года в Семипалатинске, живёт и работает в Москве.
В 1999 году — окончил Новоалтайское государственное художественное училище, а в 2006 году — окончил Российскую академию живописи, ваяния и зодчества Ильи Глазунова, руководитель мастерской пейзажа А. П. Афонин.
С 2009 года — член «Союза Русских Художников. Новое время», с 2010 года — член Московского Союза художников, с 2020 года — член Творческого союза художников России, с 2021 года — член-корреспондент Международной академии современных искусств.
С 2023 года работает в Студии военных художников имени М. Б. Грекова.
В 2021 году — избран членом-корреспондентом Российской академии художеств от Отделения живописи.

## Творческая деятельность
Произведения находятся в коллекции Государственного художественного музея Алтайского края (Барнаул), Музее изобразительных искусств имени семьи Невзоровых (Казахстан), Новгородского государственного объединённого музея-заповедника, Коломенской картинной галереи «Дом Озерова», фондах Российской академии живописи, ваяния и зодчества Ильи Глазунова, а также в частных коллекциях в России, Великобритании, Новой Зеландии, Китая.
Участник российских, областных, московских выставок с 1999 года.
Персональные выставки прошли в Мэрии Москвы (2010), Липецком областном художественном музее (2014), культурном центре «Дом Озерова» (Коломна, 2019), музее «Благовещенская старина» (Череповец, 2021).
Основные произведения
- «Осень в Архангельском» (2001, холст, масло, 75х85)
- «Крыши Санкт-Петербурга» (2008, холст, масло, 100х180)
- «Родительский день» (2011, холст, масло, 120х190)
- «Мое окно» (2013, оргалит, масло, 80х110)
- «Вечер в Новгороде» (2013, холст, масло, 30х50)
- «Картошка» (2015, холст, масло, 140х240)
- «Дверь» (2016, холст, масло, 150х130)
- «В конце лета» (2016, холст, масло, 140х150)
- «Возвращение» (2017, холст, масло, 160х220)
- «Работа окончена» (2018, холст, масло, 130х160)
- «Память поколений» (2019, холст, масло, 140х158)
- «Портрет Ольги Стружановой» (2020, холст, масло, 70х50)
- «Соборная площадь» (2022, оргалит, масло, 70х70) и другие.

## Награды
- стипендиат Министерства культуры Российской Федерации (1998, 1999);
- I место конкурса «Города и регионы России» (2007);
- II место Всероссийского конкурса живописи и графики, посвященного 175-летию железных дорог России (2012);
- Гран-при Всероссийского конкурса среди профессиональных художников «Семья − душа России» (2018);
- Благодарность вице-губернатора Санкт-Петербурга И. Н. Албина (2018);
- Благодарственное письмо Департамента культуры Костромской области (2018);
- Финалист всемирного конкурса живописи в Дафене (2019);
- Почетная грамота Управления культуры Тамбовской области (2020);
- Благодарственное письмо Управления культуры Липецкой области (2020);
- Благодарность главы Коломенского городского округа (2020);
- звание «Почётный деятель искусств России» (МАСИ, 2021);
- Гран-при Всероссийского конкурса среди профессиональных художников «Семья − душа России» (2022)